# Донья-Ана (Нью-Мексико)
Донья-Ана (англ. Doña Ana) — переписна місцевість (CDP) в США, в окрузі Донья-Ана штату Нью-Мексико. Населення — 874 особи (2020).

## Географія
Донья-Ана розташована за координатами 32°23′38″ пн. ш. 106°49′4″ зх. д. / 32.39389° пн. ш. 106.81778° зх. д. (32.393943, -106.817712).  За даними Бюро перепису населення США в 2010 році переписна місцевість мала площу 1,66 км², уся площа — суходіл.

## Демографія
Згідно з переписом 2010 року, у переписній місцевості мешкало 1211 особа в 420 домогосподарствах у складі 322 родин. Густота населення становила 732 особи/км².  Було 454 помешкання (274/км²).
Расовий склад населення:
| - 59,5 % — білих - 0,7 % — корінних американців - 0,4 % — чорних або афроамериканців - 0,2 % — азіатів - 37,2 % — осіб інших рас |

До двох чи більше рас належало 2,0 %. Частка іспаномовних становила 86,6 % від усіх жителів.
За віковим діапазоном населення розподілялося таким чином: 28,5 % — особи молодші 18 років, 56,7 % — особи у віці 18—64 років, 14,8 % — особи у віці 65 років та старші. Медіана віку мешканця становила 36,6 року. На 100 осіб жіночої статі у переписній місцевості припадало 107,7 чоловіків;  на 100 жінок у віці від 18 років та старших — 100,5 чоловіків також старших 18 років.
Середній дохід на одне домашнє господарство  становив 32 969 доларів США (медіана — 28 996), а середній дохід на одну сім'ю — 31 562 долари (медіана — 28 996). За межею бідності перебувало 13,3 % осіб, у тому числі 20,2 % дітей у віці до 18 років та 0,0 % осіб у віці 65 років та старших.
Цивільне працевлаштоване населення становило 381 осіб. Основні галузі зайнятості: освіта, охорона здоров'я та соціальна допомога — 31,0 %, науковці, спеціалісти, менеджери — 22,0 %, фінанси, страхування та нерухомість — 21,3 %.